# International Plant Names Index
International Plant Names Index (англ. IPNI — Международный указатель научных названий растений) — сайт в сети Интернет, обеспечивающий доступ к базе данных научных (латинских) названий растений.
В конце XIX века Королевским ботаническим садом в Кью (Великобритания) был издан «Index Kewensis», содержавший, по замыслу авторов, все обнародованные названия сосудистых растений с синонимикой – своеобразный список мировой флоры. Практика синонимизации оказалась малоудачной, и в дальнейшем в дополнениях к «Index Kewensis» публиковались лишь ссылки на новые названия. В начале 90-х годов XX века на лазерном диске была издана база данных, содержащая информацию из этого индекса и всех дополнений к нему. В начале XXI века на основе «Index Kewensis» при участии аналогичных проектов «Gray Card Index» и «Australian Plant Names Index» создан сайт International Plant Names Index.
Ресурс создан с целью стандартизации информации, входящей в ботаническую номенклатуру. База содержит названия семенных растений и папоротников, используемые биологической систематикой. Наиболее полно представлены названия таксонов ранга вида и рода. Записи базы данных включают основные библиографические сведения о первичных источниках, использовавших эти названия. Стандартные сокращения (аббревиатуры) имён авторов названий даются в соответствии с рекомендациями Международного кодекса ботанической номенклатуры и на основе данных книги «Authors of Plant Names», которые обновляются и дополняются.
Сайт и база данных созданы совместно тремя организациями: Королевскими ботаническими садами Кью (Index Kewensis), Гербарием Гарвардского университета (англ. Harvard University Herbaria) (Gray Herbarium Index) и Австралийским национальным гербарием (англ. Australian National Herbarium) (APNI), предоставившими ботанические сведения для этого ресурса.
Сайт начал свою работу в 1999 году. Доступ к информации, размещённой в базе сайта, предоставляется бесплатно. Ресурс сообщает названия растений, которые встречались в научных публикациях, но не регламентирует их использование в ботанической номенклатуре.

## IPNIиIndex Fungorum
International Plant Names Index в значительной степени аналогичен проекту Index Fungorum, обеспечивающему доступ к базе данных научных названий таксонов в области микологии. Между этими двумя проектами, однако, есть некоторые различия: в то время как IPNI создается в значительной степени Королевскими ботаническими садами Кью, в проекте Index Fungorum участвуют многие научные учреждения. Другим отличием проектов являет то, что Index Fungorum определяет, какое именно название таксона среди множества синонимов является правильным, в то время как IPNI статус конкретного названия не указывает.